# 蘇霍塔
50°1′23″N 25°9′47″E / 50.02306°N 25.16306°E
蘇霍塔（烏克蘭語：Сухота），是烏克蘭西部的村莊，隸屬利維夫州的佐洛奇夫區。該村面積0.62平方公里，海拔高度249米，2001年人口144，人口密度每平方公里233.77人。